# Сен-Карадек
Сен-Караде́к (фр. Saint-Caradec, брет. Sant-Karadeg, галло Saent-Caradéc) — коммуна во Франции, находится в регионе Бретань. Департамент — Кот-д’Армор. Входит в состав кантона Мюр-де-Бретань. Округ коммуны — Сен-Бриё.
Код INSEE коммуны — 22279.

## География
Коммуна расположена приблизительно в 390 км к западу от Парижа, в 90 км западнее Ренна, в 37 км к югу от Сен-Бриё.

## Население
Население коммуны на 2016 год составляло 1 110 человек.
| 1962 | 1968 | 1975 | 1982 | 1990 | 1999 | 2008 | 2016 |
| ---- | ---- | ---- | ---- | ---- | ---- | ---- | ---- |
| 1206 | 1104 | 1119 | 1091 | 1088 | 1138 | 1198 | 1110 |

## Администрация
| Период | Период | Фамилия    | Партия        | Примечания |
| ------ | ------ | ---------- | ------------- | ---------- |
| 2001   |        | Ален Гиойм | Разные правые | управленец |

## Экономика
В 2007 году среди 756 человек в трудоспособном возрасте (15—64 лет) 561 были экономически активными, 195 — неактивными (показатель активности — 74,2 %, в 1999 году было 70,5 %). Из 561 активных работали 516 человек (298 мужчин и 218 женщин), безработных было 45 (19 мужчин и 26 женщин). Среди 195 неактивных 57 человек были учениками или студентами, 80 — пенсионерами, 58 были неактивными по другим причинам.

## Достопримечательности
- Монументальный крест XVIII века в деревне Калаган. Исторический памятник с 1926 года[3]
- Монументальный крест XVIII века в Сен-Карадеке. Исторический памятник с 1926 года[4]
- Крест XVIII века на кладбище. Исторический памятник с 1928 года[5]

## Фотогалерея

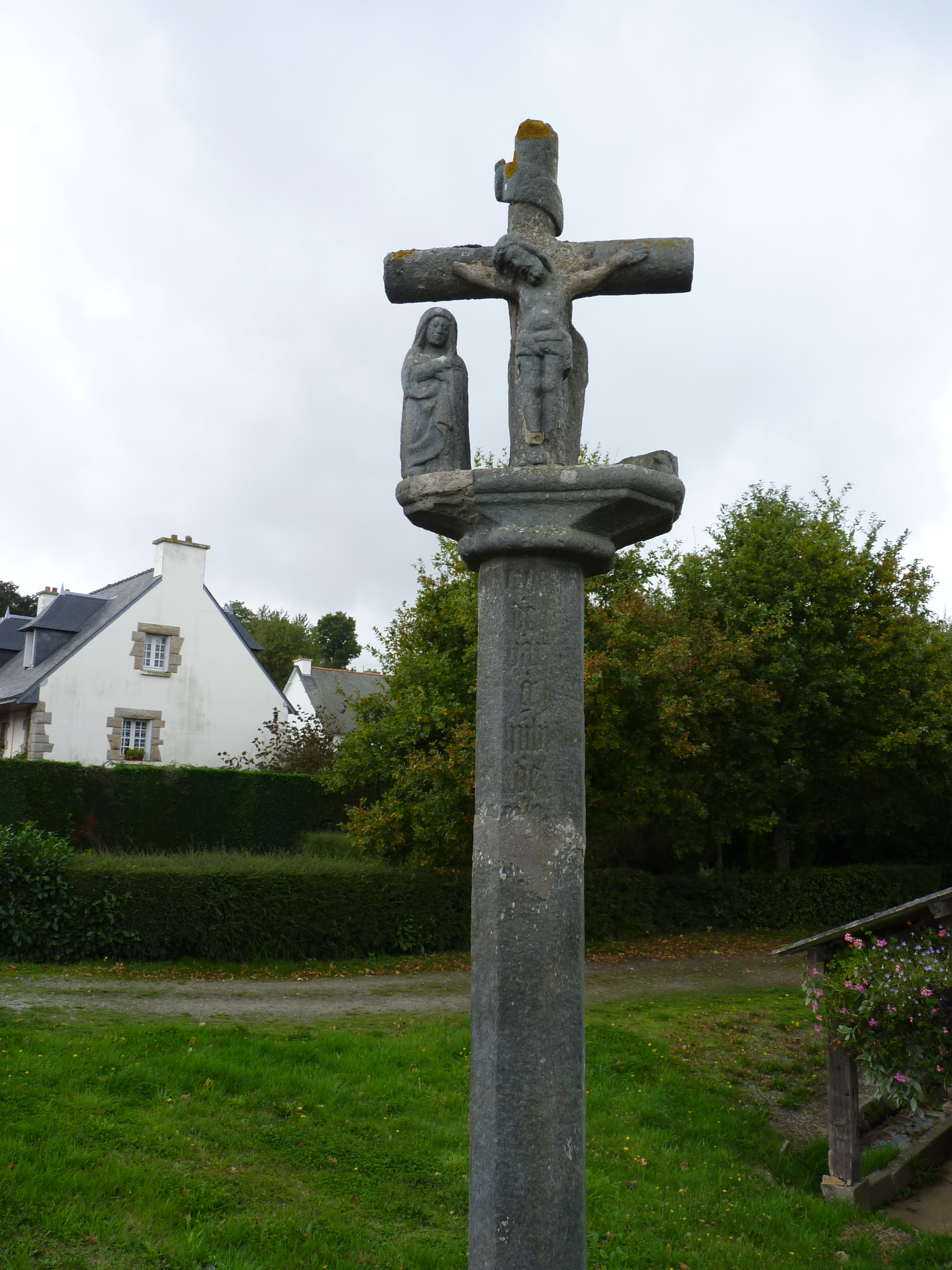
Монументальный крест в деревне Калаган
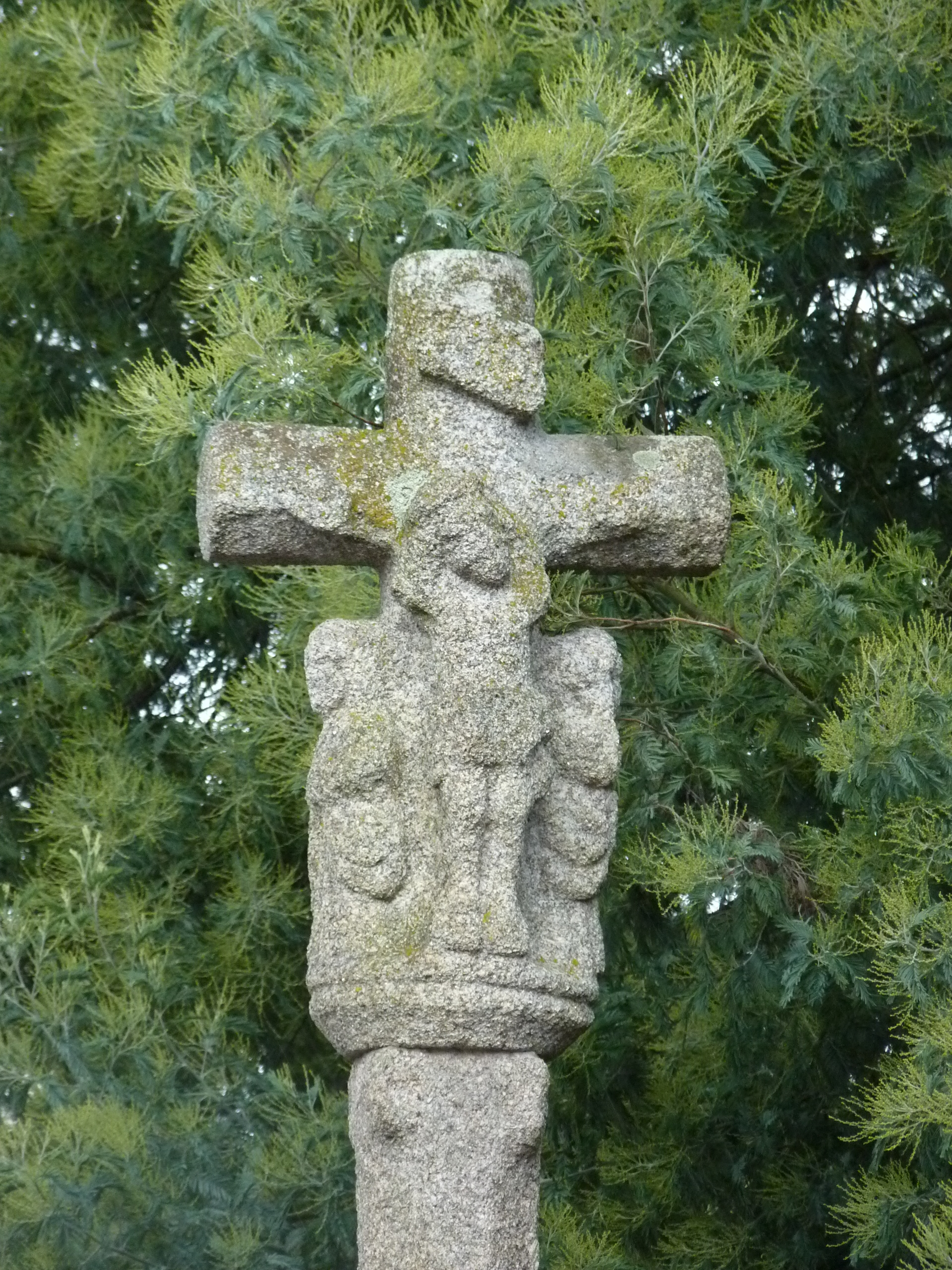
Монументальный крест в Сен-Карадеке
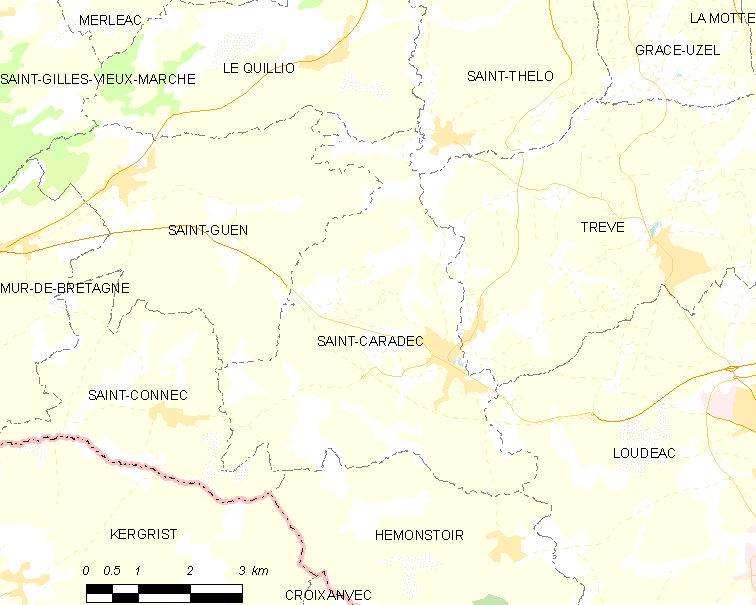
Карта коммуны